# اگون کاور

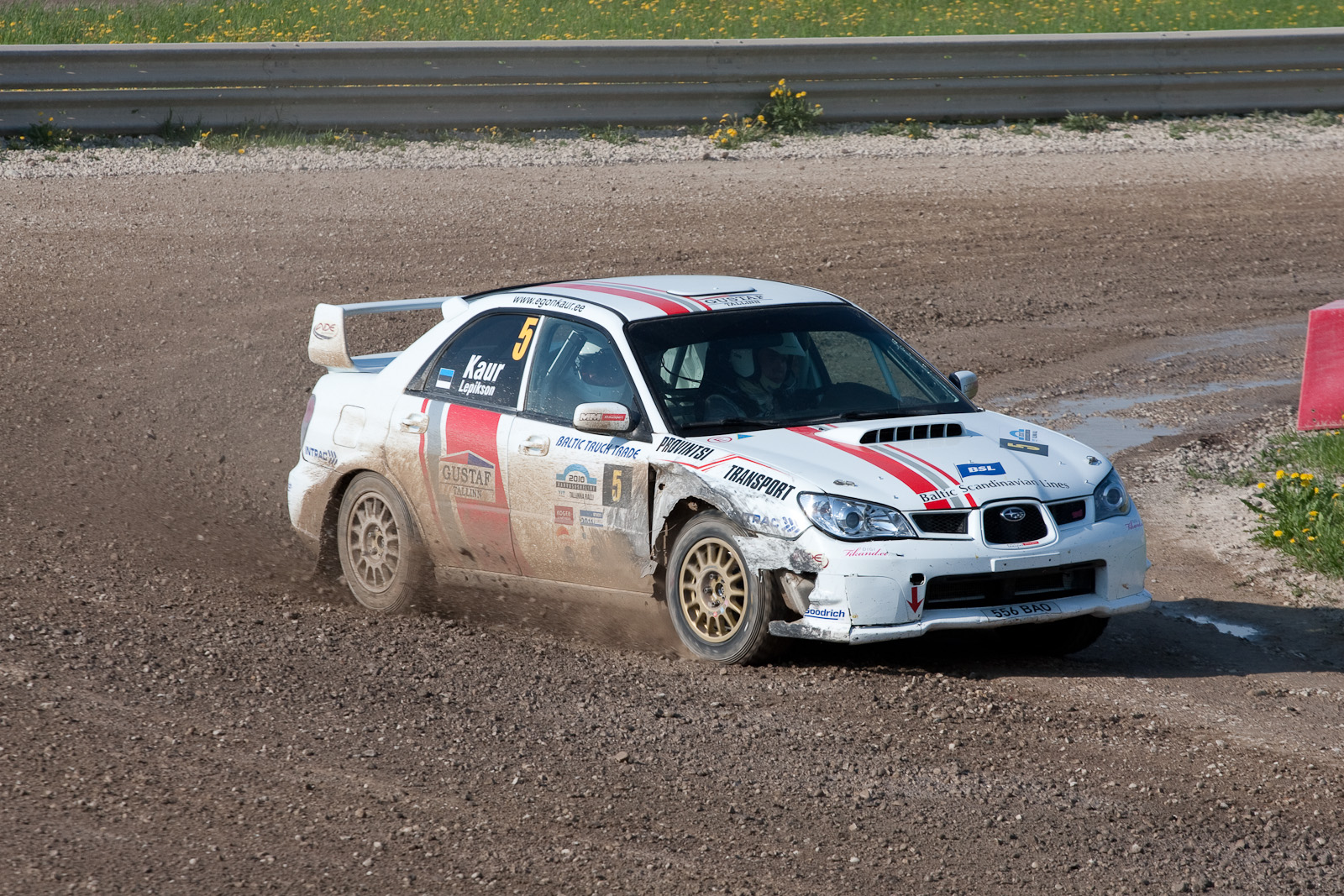
خودروی سوبارو ایمپرزا اگون کاور - ۲۰۱۰

اگون کاور (استونیایی: Egon Kaur؛ زادهٔ ۲۰ اوت ۱۹۸۷) راننده رالی اهل استونی است. وی از سال ۶۲ تاکنون در ۱۰ رالی شرکت کرده است.